# ولید معلم
ولید محیی الدین معلم (به عربی: وليد محيي الدين المعلم) (زاده ۱۳ ژانویه ۱۹۴۱ – درگذشته ۱۶ نوامبر ۲۰۲۰) سیاستمدار سوری و وزیر امور خارجهٔ این کشور از سال ۲۰۰۶ تا زمان مرگ بود. او از مدافعان سرسخت بشار اسد در جریان حمله به معترضان در این کشور به شمار می‌رفت که در نهایت به جنگ داخلی سوریه انجامید. پیش از این وی به مدت ده سال از ۱۹۹۰ تا سال ۲۰۰۰ سفیر سوریه در ایالات متحده آمریکا بود.
معلم در ۱۶ نوامبر ۲۰۲۰، در سن ۷۹ سالگی درگذشت. اگرچه دلیل مرگ او افشا نشد، اما او پیش از مرگ به مشکلات قلبی دچار بود.

## زندگی شخصی و تحصیلات
ولید معلم در ۱۳ ژانویه ۱۹۴۱ در یک خانواده سنی در دمشق به دنیا آمد. او از ۱۹۴۸ تا ۱۹۶۰ تحصیلات خود را در مدرسه دولتی به پایان رساند. سپس در سال ۱۹۶۳ مدرک لیسانس خود را در رشته اقتصاد از دانشگاه قاهره دریافت کرد. وی ازدواج کرده و دارای سه فرزند بود.
ولید معلم صبح روز ۱۶ نوامبر ۲۰۲۰ در سن ۷۹ سالگی درگذشت. علت مرگ او افشا نشد، اما او برای چندین سال به مشکلات قلبی دچار بود. معلم در قبرستان المزه در دمشق دفن شد.
1. ↑  "Syria Appoints Veteran Diplomat Faisal Mekdad as Foreign Minister". Voice of America. Reuters. 22 November 2020. Retrieved 10 December 2020.
2. ↑  «ولید المعلم، وزیر خارجه سوریه درگذشت». ایسنا. ۲۰۲۰-۱۱-۱۶. دریافت‌شده در ۲۰۲۰-۱۱-۱۶.
3. ↑  رادیو فردا (۲۶ آبان ۱۳۹۹). «ولید معلم، وزیر خارجه سوریه درگذشت».
4. ↑  Robert G. Rabil (2006). Syria, The United States, and the War on Terror in the Middle East. Greenwood Publishing Group. p. 191. ISBN 978-0-275-99015-2. Retrieved 8 March 2013.
5. ↑  «ولید معلم وزیر خارجه سوریه درگذشت». BBC News فارسی. دریافت‌شده در ۲۰۲۰-۱۲-۱۰.
6. 1 2  «دمشق.. تشييع وليد المعلم لـ دفنه في مقبرة المزة (صور)». تلفزيون سوريا (به عربی). ۲۰۲۰-۱۱-۱۶. دریافت‌شده در ۲۰۲۰-۱۲-۱۰.
7. ↑  Al-Khalidi, Suleiman (2020-11-16). "Top Syria diplomat Moalem, soft-spoken defender of Assad, dies at 79" (به انگلیسی). Retrieved 2020-12-10.
8. ↑  manhal. «رئاسة مجلس الوزراء ووزارة الخارجية والمغتربين تنعيان نائب رئيس مجلس الوزراء وزير الخارجية والمغتربين وليد المعلم». S A N A (به عربی). دریافت‌شده در ۲۰۲۰-۱۲-۱۰.

- https://en.wikipedia.org/w/index.php?title=Walid_Muallem&oldid=585123308